# マイケル・パーカー
マイケル・パーカー（Michael Parker、1981年12月6日 - ）は、アメリカ合衆国・ワシントンD.C.出身のプロバスケットボール選手である。東京オリンピック日本代表候補にも選ばれた。ポジションはフォワード。200cm、98kg。愛媛オレンジバイキングス所属。

## 来歴
グローバーパーク高校からエバーグリーン州立大学を経て、AUTでプロデビュー。その後、IRLチーム、ABAベーリングハム・スラム、IBLポートランド・シノックスでプレー。
2008年1月、bjリーグの新規参入球団であるライジング福岡に入団。最多スティールのタイトルを獲得し1シーズン目でのプレイオフ進出に貢献。
bjリーグ 2008-09シーズンも昨年度に続き最多スティールと、初の得点王のタイトルを獲得。以後、福岡在籍中のbjリーグ 2009-10、bjリーグ 2010-11と連続でスティールと得点王のタイトルを獲り続けた。2009-10と2010-11はシーズンベスト5にも選出されている。また、2010年11月7日に高松市総合体育館で行なわれた対高松ファイブアローズ戦では1試合53得点のbjリーグ新記録を樹立。
2011年7月、島根スサノオマジックへ移籍。2011-12シーズンは4シーズン連続で得点王のタイトルを獲得。2012-13シーズンは連続得点王は途切れたが2シーズンぶりにスティールのタイトルを獲得。
2013年8月、NBLの和歌山トライアンズに移籍し、2年契約を結んだ。同年のNBLオールスターに選出されている。2013-14シーズン準優勝に貢献。フィールドゴール成功率はリーグ1位だった。
2014-15シーズン開始後の11月28日、自身の申し出により退団した。12月5日、トヨタ自動車アルバルク東京と契約。
2015年2月に日本国籍への帰化申請が法務省に受理され、NBLでの選手登録を『帰化選手』へ変更。
2016年オフ、千葉ジェッツへ移籍。
2020年オフ、群馬クレインサンダーズへ期限付き移籍。2021年オフより完全移籍。
2025年オフ、愛媛オレンジバイキングスへ移籍。

## 記録
| シーズン         | チーム            | GP | GS | MPG  | FG%  | 3P%  | FT%  | RPG  | APG | SPG | BPG | TO  | PPG  |
| ---------------- | ----------------- | -- | -- | ---- | ---- | ---- | ---- | ---- | --- | --- | --- | --- | ---- |
| bjリーグ 2007-08 | 福岡              | 27 | 22 | 33.7 | .601 | .242 | .587 | 8.2  | 1.1 | 2.6 | 1.6 | 0.9 | 17.0 |
| bjリーグ 2008-09 | 福岡              | 49 | 49 | 39.5 | .484 | .330 | .691 | 12.6 | 1.8 | 2.6 | 2.1 | 1.7 | 26.8 |
| bjリーグ 2009-10 | 福岡              | 52 | 52 | 40.0 | .476 | .212 | .690 | 10.9 | 2.9 | 2.9 | 1.7 | 1.9 | 26.5 |
| bjリーグ 2010-11 | 福岡              | 50 | 50 | 39.3 | .561 | .262 | .705 | 10.5 | 2.0 | 2.3 | 1.4 | 1.9 | 27.3 |
| bjリーグ 2011-12 | 島根              | 50 | 50 | 38.2 | .507 | .207 | .694 | 9.9  | 2.3 | 2.4 | 0.9 | 1.7 | 23.1 |
| bjリーグ 2012-13 | 島根              | 51 | 51 | 38.6 | .538 | .316 | .655 | 10.2 | 2.1 | 2.3 | 1.6 | 1.8 | 19.5 |
| NBL 2013-14      | 和歌山            | 54 | 54 | 36.6 | .621 | .329 | .644 | 12.4 | 1.6 | 2.0 | 2.1 | 1.3 | 23.1 |
| NBL 2014-15      | 和歌山/トヨタ東京 | 48 | 26 | 26.0 | .575 | .232 | .614 | 8.5  | 1.2 | 1.8 | 1.1 | 1.1 | 14.0 |
| NBL 2015-16      | トヨタ東京        | 47 | 47 | 25.1 | .626 | .293 | .667 | 6.4  | 1.3 | 1.9 | 1.2 | 1.0 | 13.8 |

- bjリーグ
  - 得点1位（2008-09、2009-10、2010-11、2011-12）
  - スティール1位（2007-08、2008-09、2009-10、2010-11、2012-13）3位（2011-12）
  - ベスト5（2009-10、2010-11）
  - 月間MVP（2010年3月、2013年2月）
  - 週間MVP　6回
  - bjリーグオールスターゲーム出場（2008-09、2009-10、2010-11、2011-12、2012-13）
    - MVP（2009-10、2012-13）MIP（2008-09）
- NBL
  - ベスト5（2013-14）
  - 月間MVP（2013年9-10月、2014年3月）
  - オールスターゲームMVP（2013）
  - 得点2位（2013-14）
  - リバウンド2位（2013-14）
  - フィールドゴール成功率1位（2013-14）
  - スティール2位（2013-14）
  - ブロックショット2位（2013-14）

bjリーグ 1試合最多得点53得点：2010年11月7日 対高松ファイブアローズ戦（2015-16シーズン、ルブライアン・ナッシュに更新されるまで1位）

bjリーグ 1試合最多フィールドゴール成功21本：同上

bjリーグ 1試合最多2ポイントシュート成功数19本：同上

bjリーグ 1試合最多2ポイントシュート試投数30本：同上